# دایساکو ایکدا
دایساکو ایکدا (انگلیسی: Daisaku Ikeda; ۲ ژانویهٔ ۱۹۲۸ – ۱۵ نوامبر ۲۰۲۳) فیلسوف، نویسنده و مدافع خلع سلاح هسته‌ای بودایی اهل ژاپن بود.
وی همچنین برندهٔ جوایزی همچون جایزه پناهندگان نانسن و نشان دوستی شده‌است.